# Lago Dzhulukul
El lago Dzhulukul (en ruso: Джулукуль) es un lago de alta montaña ubicado en el macizo de Altái, en el este de la república de Altái. Es el segundo lago de esta república por orden de magnitud, después del lago Teletskoye. Depende del territorio administrativo del raión de Ulagan y forma parte de la reserva natural de Altái, inscrita como Montañas doradas de Altái en la lista del patrimonio mundial de la Unesco. Se encuentra al noroeste del lago Jindiktig-Jol.

## Geografía
El lago Dzhulukul se encuentra al mismo nivel que el río Chulyshman a 2176 metros de altitud. Su longitud es 10 kilómetros y su anchura de 3,5 kilómetros. Es poco profundo:7 metros de media se formó por una morrena. Sus márgenes más bien pantanosos están cubiertos de abedules enanos y de gramíneas. El valle glaciar de Dzhulukul es un ejemplo escaso de estudio de la formación del Altái.

## Fauna
El lago contiene muchas especies de peces. Colonias de aves escasas en el Altái nidifican allí, como el alcatraz y la gaviota.